# Nshan Munchian
Nshan Munchian –en armenio, Նշան Մունչյան– (Ereván, URSS, 24 de junio de 1963) es un deportista armenio que compitió para la URSS en boxeo.
Ganó dos medallas en el Campeonato Mundial de Boxeo Aficionado, oro en 1993 y bronce en 1989, y dos medallas en el Campeonato Europeo de Boxeo Aficionado, oro en 1987 y bronce en 1989.

## Palmarés internacional
| Representando a la URSS |                     |                   |           |
| Campeonato Mundial      |                     |                   |           |
| Año                     | Lugar               | Medalla           | Categoría |
| 1989                    | Moscú (URSS)        | Medalla de bronce | 48 kg     |
| Campeonato Europeo      |                     |                   |           |
| Año                     | Lugar               | Medalla           | Categoría |
| 1987                    | Turín (Italia)      | Medalla de oro    | 48 kg     |
| 1989                    | El Pireo (Grecia)   | Medalla de bronce | 48 kg     |
| Representando a Armenia |                     |                   |           |
| Campeonato Mundial      |                     |                   |           |
| Año                     | Lugar               | Medalla           | Categoría |
| 1993                    | Tampere (Finlandia) | Medalla de oro    | 48 kg     |